# Wrestle-1 Cruiser Division Championship
O Wrestle-1 Cruiser Division Championship (WRESTLE-1クルーザーディビジョン王座, Wrestle-1 Kurūzā Dibijon Ōza) é um campeonato de luta livre profissional que pertence a promoção japonesa Wrestle-1 (W-1). O título é destinado à divisão de pesos-médios da empresa, que tem um limite de peso de 200 lb (90,7 kg). Como a maioria dos campeonatos de luta livre profissional, o título é ganho como resultado de lutas coreografadas. Até março de 2025, Houve quartro reinados compartilhados entre quatro lutadores. O atual campeão é Kotaro Suzuki, que está em seu primeiro reinado.

## História
Quando a Wrestle-1 foi fundada em 2013, um de seus focos principais foi a construção de uma divisão onde seus lutadores não seriam estereotipados como pesos-pesados ou pesos-pesados júnior, como na maioria das promoções japonesas, mas seriam capazes de interagir uns com os outros através de limites de peso. No entanto, em 13 de fevereiro de 2015, após Kaz Hayashi e Shuji Kondo defenderem com sucesso o Wrestle-1 Tag Team Championship contra Minoru Tanaka e Seiki Yoshioka, Kaz Hayashi anunciou que estava interessado em construir uma divisão para lutadores mais leves, propondo que a divisão fosse chamada de "cruiserweight" ao invés de "pesos-pesados júnior". Em 22 de fevereiro, foi anunciado uma "luta de avaliação", para uma possível divisão cruiserweight, onde Tanaka derrotou Hayashi. Após o combate, Tanaka, Andy Wu, El Hijo del Pantera, Hiroshi Yamato, Rionne Fujiwara, Seiki Yoshioka e Yusuke Kodama manifestaram seu apoio a uma divisão cruiserweight na Wrestle-1. Em 25 de fevereiro, a Wrestle-1 oficialmente anunciou a criação de uma divisão cruiserweight e o terceiro título da promoção, um campeonato cruiserweight.

### Torneio pelo título
Em 9 de março de 2015, a Wrestle-1 apresentou oficialmente o novo título, nomeando-o "Wrestle-1 Cruiser Division Championship". Foi anunciado que o título possuía um limite de peso de 200 libras (91 kg) para que os lutadores pudessem competir pelo título. Também foi anunciado um torneio de oito lutadores que acabava em 5 de maio com a coroação do primeiro campeão. O cinturão foi oficialmente apresentado em 31 de março numa conferência de imprensa, onde todos participantes do torneio passaram por uma pesagem. Em 5 de maio, Minoru Tanaka derrotou Kaz Hayashi nas finais do torneio para tornar-se no campeão inaugural do Wrestle-1 Cruiser Division Championship.
|  | Quartas de final (1 e 19 de abril) | Quartas de final (1 e 19 de abril) | Quartas de final (1 e 19 de abril) |             |               | Semifinais (5 de maio) | Semifinais (5 de maio) | Semifinais (5 de maio) |  |  | Final (5 de maio) | Final (5 de maio) | Final (5 de maio) |
|  |                                    |                                    |                                    |             |               |                        |                        |                        |  |  |                   |                   |                   |
|  |                                    | Minoru Tanaka                      | Pin                                |             |               |                        |                        |                        |  |  |                   |                   |                   |
|  |                                    | Seiki Yoshioka                     | 17:26                              |             |               |                        |                        |                        |  |  |                   |                   |                   |
|  |                                    | Seiki Yoshioka                     | 17:26                              |             | Minoru Tanaka | Sub                    |                        |                        |  |  |                   |                   |                   |
|  |                                    |                                    |                                    |             | Minoru Tanaka | Sub                    |                        |                        |  |  |                   |                   |                   |
|  |                                    |                                    | El Hijo del Pantera                | 07:43       |               |                        |                        |                        |  |  |                   |                   |                   |
|  |                                    | Andy Wu                            | El Hijo del Pantera                | 07:43       | 08:08         |                        |                        |                        |  |  |                   |                   |                   |
|  |                                    | Andy Wu                            |                                    |             | 08:08         |                        |                        |                        |  |  |                   |                   |                   |
|  |                                    | El Hijo del Pantera                | Pin                                |             |               |                        |                        |                        |  |  |                   |                   |                   |
|  |                                    |                                    |                                    |             |               |                        |                        |                        |  |  |                   | Minoru Tanaka     | Pin               |
|  |                                    |                                    |                                    | Kaz Hayashi | 23:53         |                        |                        |                        |  |  |                   |                   |                   |
|  |                                    | Kaz Hayashi                        | Pin                                |             |               |                        |                        |                        |  |  |                   |                   |                   |
|  |                                    | Yusuke Kodama                      | 17:52                              |             |               |                        |                        |                        |  |  |                   |                   |                   |
|  |                                    | Yusuke Kodama                      | 17:52                              |             | Kaz Hayashi   | Pin                    |                        |                        |  |  |                   |                   |                   |
|  |                                    |                                    |                                    |             | Kaz Hayashi   | Pin                    |                        |                        |  |  |                   |                   |                   |
|  |                                    |                                    | Hiroshi Yamato                     | 14:38       |               |                        |                        |                        |  |  |                   |                   |                   |
|  |                                    | Hiroshi Yamato                     | Hiroshi Yamato                     | 14:38       | Pin           |                        |                        |                        |  |  |                   |                   |                   |
|  |                                    | Hiroshi Yamato                     |                                    |             | Pin           |                        |                        |                        |  |  |                   |                   |                   |
|  |                                    | Rionne Fujiwara                    | 09:31                              |             |               |                        |                        |                        |  |  |                   |                   |                   |

## Reinados
| #                     | Ordem do reinado na historia                                                         |
| Reinado               | Número do reinado de um lutador especifico                                           |
| Evento                | O evento onde o essa pessoa ganhou o titulo                                          |
| Defesas bem sucedidas | Número de defesas bem sucedidas durante esse reinado                                 |
| —                     | Usado para reinados onde o título ficou vago e que não conta como um reinado oficial |
| N/A                   | A informação não está disponível ou é desconhecida                                   |
| +                     | Indica que o reinado atual está a mudar diariamente                                  |

| # | Lutador        | Reinado | Data                   | Dias mantidos | Localização  | Evento          | Defesas bem sucedidas | Notas                                                                                                   | Ref(s)        |
| - | -------------- | ------- | ---------------------- | ------------- | ------------ | --------------- | --------------------- | --- | ------------- |
| 1 | Minoru Tanaka  | 1       | 5 de maio de 2015      | 141           | Tóquio,Japão | Triumph         | 5                     | Tanaka derrotou Kaz Hayashi na final de um torneio de oito pessoas para se tornar no campeão inaugural. | [ 19 ] [ 22 ] |
| 2 | Andy Wu        | 1       | 23 de setembro de 2015 | 109           | Osaka,Japão  | 2nd Anniversary | 2                     | | [ 21 ]        |
| 3 | Hiroshi Yamato | 1       | 10 de janeiro de 2016  | 58            | Tóquio,Japão | Sunrise         | 1                     | | [ 24 ] [ 25 ] |
| — | Desocupado     | —       | 8 de março de 2016     | —             | N/A          | N/A             |                       | Desocupado devido a Yamato sofrer uma lesão no pescoço.                                                 | [ 26 ]        |
| 4 | Kotaro Suzuki  | 1       | 13 de março de 2016    | 3 290+        | Tóquio,Japão | Trans Magic     | 5                     | Derrotou o Minoru Tanaka no torneio de quatro pessoas                                                   | [ 27 ]        |